# Constantino Gabras
Constantino Gabras (em grego: Κωνσταντίνος Γαβρᾶς; romaniz.: Konstantínos Gabras) foi um governador ou duque da província bizantina da Cáldia, cerca de Trebizonda na costa anatólia do mar Negro, no que hoje é a Turquia. Governou a Cáldia como um príncipe semi-independente entre 126 e 1140.

## Biografia

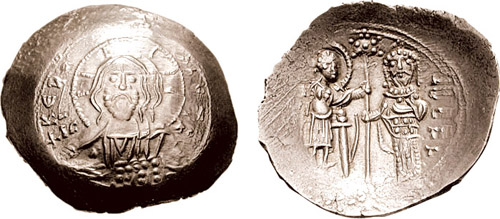
Histameno de r.

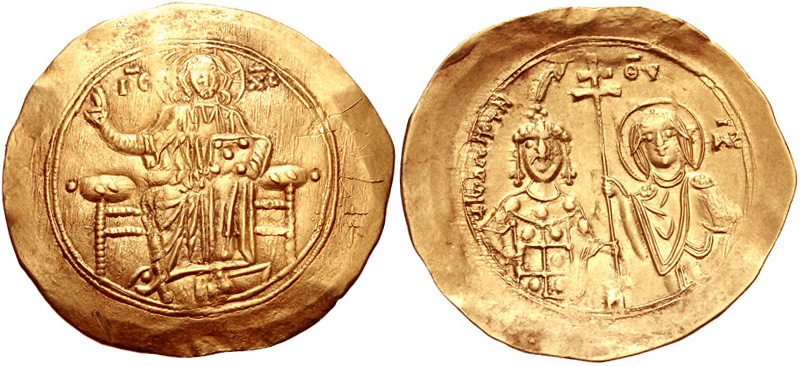
Hipérpiro de r.

A província da Cáldia efetivamente tornou-se um domínio autônomo semi-hereditário dos Gabrades quando seu pai ou tio, Teodoro Gabras, o precedeu como governador. Nos anos 1090, seu irmão mais velho Gregório conspirou contra o imperador Aleixo I Comneno (r. 1081–1118) e havia sido aprisionado. Após servir como estratego de Filadélfia, Constantino tornou-se duque da Cáldia algum tempo, provavelmente muito pouco, antes da morte de Aleixo I em 1118.
Constantino parece ter sido menos precipitado em suas políticas que seu irmão, embora ele conseguiu governar Trebizonda mais ou menos livre da autoridade central entre 1126 e 1140. Nicetas Coniates refere-se a ele como o "tirano de Trebizonda". Exemplos existente mostram que ele cunhou suas próprios moedas de baixa denominação. Em 1140, João II Comneno (r. 1118–1143) moveu-se para Cáldia com o principal exército bizantino de modo a fazer campanha contra os turcos danismêndidas. Esta demonstração de força foi suficiente para intimidar Constantino Gabras e a região ficou sob controle imperial direto mais uma vez.
Muitos dos membros da família Gabras, após perderem seus poderes, gravitaram para a corte do Sultanato de Rum, onde um membro tornou-se vizir do sultão Quilije Arslã II (r. 1156–1192). Um filho de Constantino Gabras, também chamado Constantino, contudo, tornou-se um ministro confiável de Manuel I Comneno (r. 1143–1180). Ele liderou uma importante, e bem sucedida, missão diplomática ao sultão seljúcida Quilije Arslã II em 1162; sem dúvida sua missão diplomática foi ajudada pelos contatos familiares que ele tinha na corte seljúcida.